# 吳熾棻
吳熾棻（？年—？年），字？，安徽省徽州府歙縣人，宣統三年進士。

## 生平
- 光緒三十三年（1907年）春，入學北洋大學堂工科採礦冶金門乙班生[5]，宣統二年畢業。
- 宣統三年三月，學部會考北洋大學堂畢業學生，得75.94分，列優等[6]
- 宣統三年四月，賞給進士出身，改為翰林院庶吉士[7]。